# FK Fakel Woronesch
Der FK Fakel Woronesch (russisch Футбольный клуб «Факел» Воронеж, wiss. Transliteration Futbol'nyj klub «Fakel» Voronež) ist ein russischer Fußballverein aus der Stadt Woronesch. Der Verein war im Jahre 1992 Gründungsmitglied der heutigen Premjer-Liga, der ersten russischen Liga, und war zahlreiche Jahre im Profifußball vertreten. Seit der Saison 2022/23 spielt er wieder in der russischen Premjer-Liga.

## Geschichte

### Sowjetunion
Der Verein wurde 1947 gegründet. Bis 1959 spielte der Verein ohne Namenszusatz als Woroneschs Stadtmannschaft. In jenem Jahr wurde der Verein in Trud Woronesch umbenannt. Seit dem Jahr 1977 heißt der Verein Fakel Woronesch. Im Jahr 1984 konnte die Mannschaft das Halbfinale des Sowjetischen Pokals erreichen. 1961 und 1985 spielte die Mannschaft in der höchsten Spielklasse der Sowjetunion.

### Russland
Die Mannschaft aus Woronesch war nach dem Zerfall der Sowjetunion einer der Gründungsmitglieder der neugeschaffenen russischen Obersten Liga. Nach der enttäuschend verlaufenen Saison 1992 belegte das Team in der Abstiegsrunde den 17. Tabellenplatz und musste in die zweitklassige 1. Liga absteigen. In der nächsten Spielzeit folgte der sofortige Abstieg in die 2. Liga. Die beste Ligaplatzierung in der Premjer-Liga für den Verein war 2000 ein 13. Platz. Im Jahr 2006 musste der FK Fakel Woronesch wegen finanzieller Probleme aus der 1. Division zwangsabsteigen und dem Verein wurde auch die Lizenz für die 2. Division verweigert. Seitdem spielte der Verein in der Amateurliga, der vierthöchsten Fußballliga des Landes. 2008 und 2009 wurden zwei Clubs in Woronesch gegründet, die sich beide in der Tradition von Fakel sehen: Zuerst gründete sich 2008 der Club Fakel StroiArt Woronesch, der sich zur Saison 2009 in FSA Woronesch umbenannte; der Club spielt seit der Gründung in der 2. Division. 2009 wurde in derselben Liga ein weiterer Club Fakel-Woronesch gegründet, der aber von den Anhängern des alten Vereins nicht anerkannt wurde, schnell in finanzielle Schwierigkeiten geriet und bereits im September 2009 vom Spielbetrieb ausgeschlossen wurde. Da sich der Saturn Ramenskoje freiwillig aus der Premjer-Liga zurückzog, wurde der FK Krasnodar als der Fünftplatzierte der 1. Fußball-Division 2010 in die Premjer-Liga aufgenommen. Dessen Platz im Perwenstwo FNL 2011/12 wurde dem FK Fakel Woronesch zugeteilt. Es folgte der sofortige Wiederabstieg. 2015 nach dem Gewinn der Staffelmeisterschaft Zentrum im drittklassigen Perwenstwo PFL konnte der Wiederaufstieg in das Perwenstwo FNL gefeiert werden. Dort konnte Fakel für drei Spielzeiten bleiben und sollte als Tabellenletzter 2018 wieder absteigen. Jedoch profitierte Fakel von mehreren Rückzügen, durch die es keine sportlichen Absteiger gab. Die Saison 2018/19 beendete der Verein als Siebzehnter erneut auf einem Abstiegsplatz, konnte jedoch wiederum den Rückzug anderer Vereine die Klasse halten.
In der Saison 2021/22 wurde Fakel Woronesch Zweiter der Perwenstwo FNL und stieg in die Premjer-Liga auf.

## Ligazugehörigkeit

### Sowjetunion
- 1954–1960 Sowjet Klasse B
- 1961 Sowjet Klasse A
- 1962 Sowjet Klasse B
- 1963–1970 Klasse A, Gruppe 2
- 1971–1978 2. Division
- 1979–1984 1. Division
- 1985 Oberste Liga
- 1986–1987 1. Liga
- 1988 2. Liga
- 1989–1991 1. Liga

### Russland
- Premjer-Liga: 1992, 1997, 2000–2001, 2022–2025
- zweite russische Liga: 1993, 1995–1996, 1998–1999, 2002–2003, 2005–2006, 2015–2022, seit 2025
- dritte russische Liga: 1994, 2004, 2010, 2012–2015
- Amateur-Liga: 2007

## Bekannte ehemalige Spieler
| Russland - Schamil Bursijew - Alexei Iwanow - Irakli Logua - Iwan Sajenko - Juri Schischkin - Waleri Karpin - Wiktor Lossew - Wladimir Muchanow - Waleri Schmarow | GUS und ehemalige Sowjetunion - Tərlan Əhmədov - Şahin Diniyev - Edgaras Jankauskas - Andrius Jokšas - Juris Laizāns - Ivans Lukjanovs - Qurban Qurbanov - Wladimir Schischelow - Anton Ameltschenko | Europa - Emilian Dolha - Nemanja Pejčinović |

## Bekannte ehemalige Trainer
- Wiktor Lossew (1996–1998, 2001)
- Eduard Malofejew (2003)